# Banjarsari (Kandangan)
Banjarsari is een bestuurslaag in het regentschap Temanggung van de provincie Midden-Java, Indonesië. Banjarsari telt 1517 inwoners (volkstelling 2010).